# Alberto Stefani (politico 1992)
Alberto Stefani (Camposampiero, 16 novembre 1992) è un politico italiano, dal 23 marzo 2018 deputato alla Camera per la Lega per Salvini Premier, di cui è dal 24 giugno 2023 segretario della Liga Veneta per Salvini Premier e dal 12 settembre 2024 vicesegretario federale. I suoi primati, ottenuti in rapida successione, gli valgono l'appellativo di "enfant prodige" e di "golden boy" della Lega.

## Biografia
Nato a Camposampiero (Padova), considerato un bambino “gifted” sin dalla scuola primaria, è attivo politicamente fin dagli anni della scuola superiore, il liceo scientifico "Isaac Newton" di Camposampiero, presso il quale si diploma con il massimo dei voti nel 2011. Qualche mese dopo diviene coordinatore provinciale di Padova del movimento giovanile del suo partito e coordinatore regionale del movimento universitario.
A maggio 2014, con 199 preferenze, diventa consigliere comunale di Borgoricco, il più giovane del comune, dove risiede, mentre nel dicembre 2017 si laurea in giurisprudenza con 110 e lode presso l'Università degli Studi di Padova, con una tesi con correlatore e controrelatore in diritto canonico e storia del diritto, L'adozione dello strumento codiciale nell'ordinamento canonico.
E' autore di alcune pubblicazioni scientifiche in materia di diritto ecclesiastico e di diritto canonico. 

### Elezione a deputato
Alle elezioni politiche del 2018 viene candidato alla Camera dei deputati nel collegio uninominale Veneto 2 - 03 (Vigonza), sostenuto dalla coalizione di centro-destra in quota Lega, dov'è eletto deputato con il 52,28% dei voti, superando i candidati del Movimento 5 Stelle Alberto Artoni (24,98%) e del centro-sinistra Anna Zanetti (16,49%).
Nella XVIII legislatura della Repubblica, oltre ad essere con i suoi 25 anni e 3 mesi al momento dell'elezione il parlamentare più giovane della Lega, è stato segretario del Comitato per la legislazione, presidente del comitato dei pareri e componente della 1ª Commissione Affari Costituzionali, della Presidenza del Consiglio e interni, oltre ad essere il primo firmatario della proposta di legge che mira a tutelare gli studenti "caregiver familiari", che si prendono cura di un familiare durante il percorso di studi superiori o universitari, e a depositare interrogazioni parlamentari contro il cyberbullismo, chiedendo alla Polizia Postale il blocco delle chat misogine nate su Telegram e la rimozione dei contenuti digitali, gravemente lesivi della privacy e della reputazione di migliaia di giovani ragazze, spesso minorenni.
Oltre ad essere il relatore in Commissione e in Aula del disegno di legge sul regionalismo differenziato, è il primo firmatario dell'emendamento, approvato nel 2021, per l'autonomia infrastrutturale del Veneto, che permette la nascita della holding delle autostrade del nord-est.

### Sindaco di Borgoricco
Alle elezioni comunali in Veneto del 2019 si candida come nuovo sindaco di Borgoricco. In occasione del comizio d'apertura della sua campagna elettorale, venne definito dal presidente della Regione Veneto Luca Zaia «un fuoriclasse». Viene eletto con il 51,41% dei voti e supera di 18 punti percentuali la seconda delle tre liste in corsa, diventando così il più giovane sindaco del Veneto e uno dei più giovani sindaci d'Italia, nonché il più giovane nella storia della Repubblica Italiana a ricoprire sia la carica di sindaco che quella di deputato. Pochi mesi dopo, il 27 novembre 2019, viene eletto consigliere dell'ANCI Veneto.
A seguito della sua nomina delle nuove posizioni organizzative, Borgoricco risulta uno dei comuni con il più alto tasso di donne impiegate nella pubblica amministrazione in Italia, in particolare il 75% delle posizioni apicali ed il 70% del personale amministrativo dipendente globalmente considerato.
Durante l'emergenza di pandemia COVID-19 promuove inoltre in prima persona la "cordata dei sindaci" per la riapertura in sicurezza di saloni di acconciatori, centri estetici, bar e ristoranti e per la riattivazione degli asili nido.
È socio dell'associazione AUTISMO Onlus, che si occupa dell'integrazione di bambini autistici. In collaborazione con tale associazione, ha scritto una lettera al Presidente del Consiglio Giuseppe Conte affinché fosse data la possibilità ai sindaci di redigere un'agenda dei parchi pubblici, che permetta l'accesso, a turno, delle famiglie con figli autistici presso i parchi comunali attrezzati per mezz'ora.
Ha scelto di rinunciare all'indennità per tutto il mandato amministrativo indipendentemente dalla durata della legislatura, destinando il risparmio alla spesa corrente del bilancio comunale per un totale lordo di 193 mila euro. Alle elezioni amministrative dell'8-9 giugno 2024, la sua lista civica vince con il 77% dei voti e, da candidato consigliere, ottiene il miglior risultato di preferenze personali di tutto il Veneto. 

### Commissario/Segretario della Liga Veneta e Vicesegretario federale della Lega
Dopo aver ricoperto il ruolo di commissario della Lega a Venezia e, per un breve periodo, di Padova, il 23 dicembre 2020 viene nominato dal segretario federale Matteo Salvini come commissario regionale del partito in Veneto.
Alle elezioni politiche anticipate del 2022 viene ricandidato alla Camera nel collegio uninominale Veneto 2 - 01 (Rovigo), sostenuto dal centro-destra in quota leghista, venendo rieletto deputato con il 60,56% dei voti e superando il principale candidato del centro-sinistra Alberto Lucchin, fermo al 20,76%. Il suo comune, Borgoricco, risulta essere il comune più leghista d'Italia alla Camera dei deputati.
L'11 gennaio 2024 ha presentato un disegno di legge come primo firmatario, per modificare la legge del 2004 che disciplina a soli due mandati i presidenti di regione, al fine di aumentarne il numero a 3. È inoltre il primo firmatario di una proposta di legge che, abrogando la legge Delrio, chiede di ripristinare le Province quali enti di primo livello amministrativo.
Il 24 giugno 2023 viene eletto a tutti gli effetti come segretario della Liga Veneta dal Congresso regionale riunitosi a Padova, con il 64% del voto dei delegati, battendo lo sfidante Franco Manzato. Diventa pertanto il più giovane segretario regionale della quarantennale storia della Liga Veneta.
Dal 1º agosto 2023 è nominato congiuntamente dai Presidenti della Camera e del Senato Presidente della Commissione Bicamerale per l'attuazione del federalismo fiscale.
Il 12 settembre 2024 Matteo Salvini lo nomina nuovo vicesegretario della Lega insieme a Claudio Durigon: diventa così il più giovane vicesegretario di sempre della Lega.
Inaugura in Veneto quello che viene definito un "nuovo corso", che oltre ai temi tradizionali, si avvicina a posizioni ecologiste, pur con un approccio definito "realistico" e "pragmatico", e lancia manifestazioni per la difesa dei diritti delle donne, tra cui la giovane studentessa iraniana Ahoo Daryaei.